# Spanje op het Eurovisiesongfestival 1981
Spanje nam deel aan het Eurovisiesongfestival 1981 in Dublin (Ierland). Het was de 21ste deelname van het land aan het festival.

## Selectieprocedure
Net zoals de voorbije jaren koos de TVE ervoor om de kandidaat intern te selecteren.
Men koos voor de Spaanse band Bacchelli met het lied Y solo tu.

## In Dublin
In Dublin moest Spanje optreden als 10de, net na Frankrijk en voor Nederland. Op het einde van de puntentelling hadden ze 38 punten verzameld, goed voor een 14de plaats.
Nederland had vier punten over voor Spanje, België daarentegen geen.

### Gekregen punten

#### Finale
| 12 punten | 10 punten             | 8 punten             | 7 punten      | 6 punten |
| --------- | --------------------- | -------------------- | ------------- | -------- |
|           | - Noorwegen - Turkije |                      |               | - Israël |
| 5 punten  | 4 punten              | 3 punten             | 2 punten      | 1 punt   |
|           | - Nederland           | - Ierland - Portugal | - Zwitserland |          |

### Punten gegeven door Spanje

#### Finale
Punten gegeven in de finale:
| 12 punten | Duitsland           |
| 10 punten | Griekenland         |
| 8 punten  | Verenigd Koninkrijk |
| 7 punten  | Nederland           |
| 6 punten  | Oostenrijk          |
| 5 punten  | Ierland             |
| 4 punten  | Zwitserland         |
| 3 punten  | Denemarken          |
| 2 punten  | Finland             |
| 1 punt    | Luxemburg           |

1961 · 1962 · 1963 · 1964 · 1965 · 1966 · 1967 · 1968 · 1969 · 1970 · 1971 · 1972 · 1973 · 1974 · 1975 · 1976 · 1977 · 1978 · 1979 · 1980 · 1981 · 1982 · 1983 · 1984 · 1985 · 1986 · 1987 · 1988 · 1989 · 1990 · 1991 · 1992 · 1993 · 1994 · 1995 · 1996 · 1997 · 1998 · 1999 · 2000 · 2001 · 2002 · 2003 · 2004 · 2005 · 2006 · 2007 · 2008 · 2009 · 2010 · 2011 · 2012 · 2013 · 2014 · 2015 · 2016 · 2017 · 2018 · 2019 · 2020 · 2021 · 2022 · 2023 · 2024 · 2025